# Selezione maschile di calcio degli Aramei
La selezione di calcio degli Aramei è una selezione calcistica, che rappresenta il popolo degli Aramei (detti anche siriaci).
La federazione ha sede ad Örebro, in Svezia, dove la comunità aramea è molto vasta e radicata, tanto da essere rappresentata nella nazione scandinava da una squadra di calcio, il Syrianska Football Club, che ha partecipato per una stagione all'Allsvenskan, la massima divisione svedese.
Non è affiliata alla FIFA né all'AFC, mentre lo è alla NF-Board e partecipa alle competizioni da questi ultimi organizzate.
Ha partecipato, piazzandosi al secondo posto dietro alla Padania, alla Coppa del mondo VIVA 2008.
Attualmente l'Aramea è al 20º posto nella Classifica Mondiale della ConIFA.

## Partite disputate dagli Aramei
| Data           | Stadio                         | Competizione                                      | Rivale          | Punteggio     |
| -------------- | ------------------------------ | ------------------------------------------------- | --------------- | ------------- |
| 9 luglio 2008  | Gällivare Stadium, Gällivare   | Coppa del mondo VIVA 2008 - 1° t.                 | Lapponia        | 1-0           |
| 10 luglio 2008 | Malmberget Stadium, Malmberget | Coppa del mondo VIVA 2008 - 1° t.                 | Provenza        | 5-0           |
| 11 luglio 2008 | Gällivare Stadium, Gällivare   | Coppa del mondo VIVA 2008 - 1° t.                 | Kurdistan       | 0-0           |
| 12 luglio 2008 | Malmberget Stadium, Malmberget | Coppa del mondo VIVA 2008 - 1° t.                 | Padania         | 1-4           |
| 13 luglio 2008 | Gällivare Stadium, Gällivare   | Coppa del mondo VIVA 2008 - Finale                | Padania         | 0-2           |
| 1 giugno 2014  | Jämtkraft Arena, Östersund     | Coppa del mondo CONIFA 2014 - 1° t.               | Kurdistan       | 2-1           |
| 2 giugno 2014  | Jämtkraft Arena, Östersund     | Coppa del mondo CONIFA 2014 - 1° t.               | Tamil Eelam     | 2-0           |
| 4 giugno 2014  | Jämtkraft Arena, Östersund     | Coppa del mondo CONIFA 2014 - Quarti di finale    | Occitania       | 0-0 (7-6 Dtr) |
| 6 giugno 2014  | Jämtkraft Arena, Östersund     | Coppa del mondo CONIFA 2014 - Semifinale          | Ellan Vannin    | 1-4           |
| 8 giugno 2014  | Jämtkraft Arena, Östersund     | Coppa del mondo CONIFA 2014 - Finale 3º- 4º posto | Ossezia del Sud | 4-1           |